# Hell's Kitchen (programa de televisión de Reino Unido)

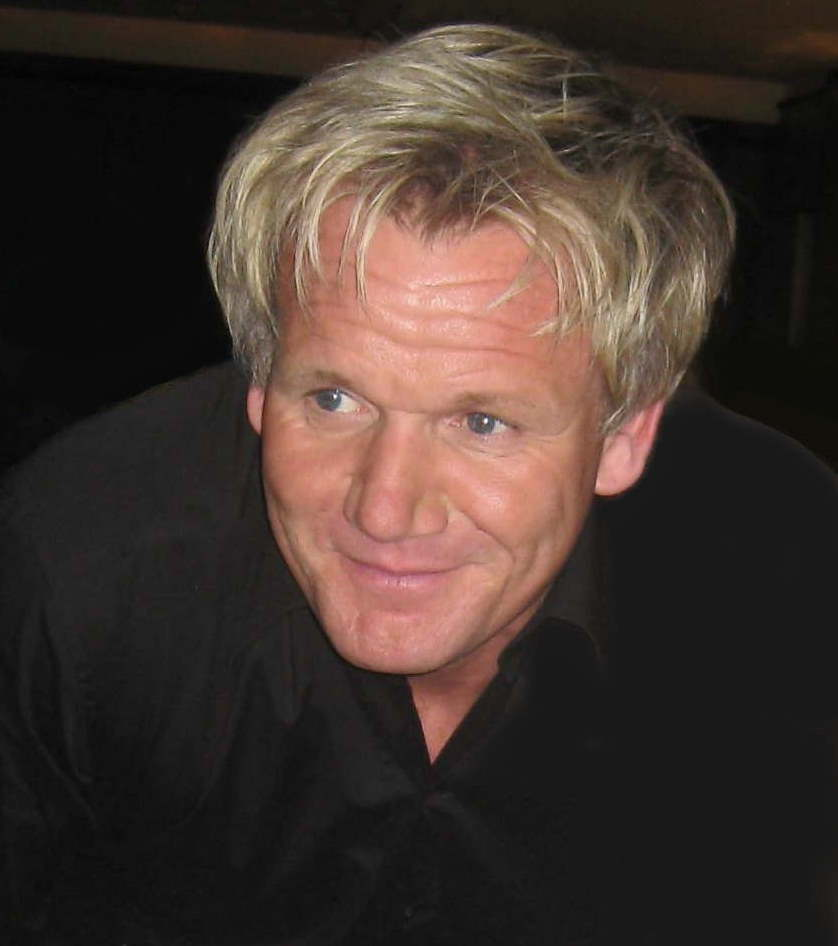
Gordon Ramsway, presentador del programa

Hell's Kitchen (La Cocina del Infierno) es un reality show de competencia de cocina de origen británico, conducido por el célebre chef Gordon Ramsay. Se emitieron cuatro temporadas entre 2004 y 2009, tres presentadas por Angus Deayton y la cuarta y última serie presentada por Claudia Winkleman.
La serie se destaca en el género de los programas de telerrealidad por el hecho de que las eliminaciones son determinadas por una sola persona, el chef Gordon Ramsay, en lugar de un panel de jueces o un voto mayoritario de los concursantes. Ramsay tiene la autoridad para alterar el formato básico de la competencia, ignorando la selección del equipo perdedor para la eliminación, eliminando concursantes de un equipo ganador, eliminando concursantes en medio del servicio de cena, o cambiando a los miembros de un equipo a otro.

## Formato
El programa presenta a dos equipos (rojo y azul), conformados, a diferencia de la mayoría de las versiones (excepto la australiana, alemana y española), por celebridades en lugar de chefs experimentados. Estos equipos compiten en diversos desafíos culinarios durante la mayor parte de la temporada. Una vez que el número de concursantes se reduce a cinco, los dos equipos se fusionan en un único equipo negro, donde todos compiten individualmente.
Al inicio del concurso, cada chef prepara un plato de su elección para presentarlo al chef Gordon Ramsay. Luego, a cada competidor se le entrega un conjunto de utensilios, un menú y/o un libro para estudiar, junto con una chaqueta de cocinero del color de su equipo. En las últimas temporadas, la presentación del plato se ha integrado como el desafío del primer equipo.
Los participantes no solo reciben beneficios monetarios, sino también capacitación culinaria, valiosa experiencia en cocina de primera clase, aprendizaje de habilidades de trabajo en equipo y la instrucción en una amplia gama de habilidades culinarias. Ramsay ofrece formación en temas como el pelado de vieiras, la selección de cortes de carne, el corte de un pollo en ocho partes de tamaño uniforme, la combinación de proteínas con hidratos, el fileteado de un pescado entero, la elaboración de crepes y risotto de langosta, y la preparación de rape antes de la cocción.
Cada episodio comienza con un desafío individual o en equipo. El chef o equipo ganador recibe una recompensa, mientras que el equipo o los perdedores deben realizar algún tipo de trabajo manual, que suele consistir en tareas de preparación de la cocina para el servicio de la cena, pero también puede incluir la limpieza de los dormitorios o la decoración del restaurante para un evento específico.
Durante el servicio de la cena, los equipos son responsables de preparar los alimentos siguiendo las exigencias de Ramsay en cuanto a sabor y apariencia, y dentro de un marco de tiempo limitado. Ramsay no cocina, sino que supervisa los resultados y realiza los preparativos finales de los platillos antes de enviarlos a los comensales. Puede desechar una bandeja completa de alimentos por algún elemento fuera de lugar o mal cocido, obligando al equipo a preparar nuevamente el plato o la bandeja entera si es necesario. El jugador o el equipo responsable suelen recibir una fuerte dosis de insultos y lenguaje soez. Si la cocina en su conjunto está en crisis, Ramsay puede finalizar el servicio de la cena antes de tiempo, utilizando a menudo su frase característica "Shut it down!" ("¡Cierren!").
Después del servicio de cena, Ramsay selecciona al equipo ganador, que recibe una recompensa adicional. Se nombra a un miembro del equipo perdedor como el "Mejor de los Peores" y se le pide que elija a dos compañeros de equipo para ser nominados a la eliminación, uno de los cuales será eliminado. Sin embargo, si el servicio es excepcionalmente malo o bueno, Ramsay puede declarar a ninguno o a ambos equipos ganadores, lo que significa que ambos equipos pueden nominar a alguien para su eliminación o recibir una recompensa. En ocasiones, anula las nominaciones y elige a otra persona por completo, y en raros casos de un servicio excepcionalmente bueno, no elimina a ningún concursante.
Cada participante nominado tiene la oportunidad de defender su caso ante Ramsay, pero él toma la decisión final. En ese momento, el participante eliminado devuelve su chaqueta, que se cuelga en un gancho hasta que se rompe, y la foto del concursante colocada sobre el gancho se enciende en llamas como símbolo de su eliminación. Si un participante tiene un desempeño excepcionalmente malo, Ramsay puede eliminarlo durante el servicio en curso. También puede haber una eliminación adicional al final del episodio, lo que suele ocurrir si el equipo que ya había eliminado a un chef aún así logra ganar a pesar de haber perdido a un miembro. A menudo, los participantes abandonan la competencia voluntariamente, ya sea por razones médicas o por decisión propia. Dependiendo de su desempeño general, Ramsay puede permitir que el participante eliminado conserve su chaqueta al salir.
Cuando la competencia se reduce a los dos últimos, Ramsay divide el comedor de Hell's Kitchen en dos secciones, y cada uno de los finalistas dirige su propio restaurante, eligiendo su propio menú. Seis concursantes previamente eliminados regresan para ayudar a los finalistas. Ramsay observará cómo los finalistas trabajan en las cocinas y con sus equipos, no solo durante el servicio final, sino a lo largo de toda la competición, y también tendrá en cuenta los comentarios de los clientes de cada restaurante para seleccionar al ganador final de la serie. Los dos finalistas se reúnen en la oficina (donde se cuelgan las chaquetas de todos los participantes eliminados, con sus fotos quemadas, y las fotos de los dos finalistas). Cada uno se sitúa detrás de una de las dos puertas, una de las cuales está cerrada y la otra no. A la cuenta de tres, intentan abrir las puertas, y el participante cuya puerta se abre es declarado ganador.

## Resumen

### Primera temporada
La primera temporada (o serie 1) se transmitió del 23 de mayo al 6 de junio de 2004, en vivo todas las noches durante dos semanas.
La premisa era que el chef Gordon Ramsay enseñara a cocinar a diez celebridades. Las celebridades fueron ubicadas en un restaurante-cocina especialmente construido en Londres, con la tarea de atender a una clientela de famosos. Las eliminaciones se determinaban mediante una serie de votaciones públicas al estilo de Gran Hermano. En un incidente notorio, Amanda Barrie intentó repetidamente golpear a Ramsay cuando se enfureció.
Jennifer Ellison fue declarada ganadora. Posteriormente, se realizó un programa de seguimiento llamado Hell's Kitchen: School Reunion, en el que Ellison y el finalista del programa, James Dreyfus, se unieron para organizar un servicio de cena saludable para los niños de la antigua escuela de Ramsay, Stratford Upon Avon High School.

### Segunda temporada
La serie 2 se transmitió del 18 de abril al 2 de mayo de 2005. Los únicos elementos que se mantuvieron igual que en la temporada anterior fueron la música, del compositor Daniel Pemberton, y el presentador, Angus Deayton. La eliminación seguía dependiendo de la votación del público.
El formato se modificó para convertir el programa en una competencia entre dos cocinas dirigidas por chefs famosos: Gary Rhodes y Jean-Christophe Novelli. La segunda serie contó con diez miembros del público que competían por un premio de 250.000 libras esterlinas, con el que el ganador podría abrir su propio restaurante. Se dividieron en dos equipos de seis, uno rojo (tutelado por Gary Rhodes) y el otro azul (dirigido por Jean-Christophe Novelli). Se construyó un restaurante nuevo y mucho más grande para albergar las dos cocinas.
El ganador fue Terry Miller.

### Tercera temporada
La serie 3 estaba programada para comenzar a mediados de 2006, con Jean-Christophe Novelli como único jefe de cocina. Sin embargo, ITV decidió hacer una pausa en la producción de Hell's Kitchen. En febrero de 2007, la cadena anunció que había encargado una nueva serie del programa, que comenzaría a finales de ese año.
La nueva serie comenzó el 3 de septiembre de 2007 a las 21:00 horas. Marco Pierre White, galardonado con una estrella Michelin, fue el nuevo jefe de cocina. White tenía dos sous chefs, Matthew y Timothy. La serie volvió al formato original de tener celebridades como concursantes.
Barry McGuigan fue coronado como el ganador.

### Cuarta temporada
La serie 4 comenzó el 13 de abril de 2009. Marco Pierre White regresó como jefe de cocina y mentor. Claudia Winkleman asumió como presentadora, reemplazando a Angus Deayton. Nick Munier regresó como Maitre d, al igual que los Sous Chefs Matthew y Timothy. En esta serie, había una cocina con azulejos grises y rojo oscuro. Los primeros cuatro despidos fueron responsabilidad de Marco, mientras que los otros cuatro se decidieron por votación pública (la persona con el menor número de votos abandonaba Hell's Kitchen).
Linda Evans ganó por votación pública el 27 de abril de 2009.

## Críticas
El analista Arthur Perkins atribuye el éxito de la serie a cuatro factores:
1. Numerosas cámaras (hasta 72) permiten una edición y captura detallada de cada acción.
2. Un confesionario donde los concursantes revelan información sobre el programa.
3. El carácter de "enfant terrible" de Gordon Ramsay, con sus impecables credenciales.
4. El espectáculo en general, protagonizado por chefs relativamente desconocidos.

Perkins compara el inusual talento para el espectáculo de Ramsay con el de P.T. Barnum, del famoso circo Ringling Brothers:

La personalidad de Ramsay es tan inusual que muchas veces podemos verlo despotricar, delirar y tirar cosas. Lo considero el "enfant terrible" de los programas de telerrealidad. ...Tiene un temperamento fogoso... practica la humillación ritual, el abuso verbal e incluso físico en ocasiones.
Arthur Perkins, en Kitchen Wars: Hell's Kitchen, 2011

## Hell's Kitchenen el mundo
| País           | Nombre local | Canal de TV                 | Ganadores | Presentadores                                     |
| -------------- | --- | --------------------------- | --- | ------------------------------------------------- |
| Albania        | Hell's Kitchen Albania Web Oficial Archivado el 13 de noviembre de 2020 en Wayback Machine.                       | Top Channel                 | 1ª Edición, 2018-2019: Ervin Mahilaj 2ª Edición, 2019-2020: Francesko Tuku 3ª Edición, 2020-2021: En Emisión | Renato Mekolli (1ª-3ª)                            |
| Alemania       | Teufels Küche (Formato con Famosos)                                                                               | RTL                         | 1ª Edición, 2005: Patrick Lindner | Sonja Zietlow (1ª)                                |
| Alemania       | Hell's Kitchen Web Oficial (No Activa) (Formato con Famosos)                                                      | Sat.1                       | 1ª Edición, 2014: Lady Bitch Ray | Frank Rosin (1ª)                                  |
| Australia      | Hell's Kitchen Australia Web Oficial Archivado el 24 de junio de 2021 en Wayback Machine. (Formato con Famosos)   | Seven Network               | 1ª Edición, 2017: Debra Lawrance | Marco Pierre White (1ª)                           |
| Brasil         | Hell's Kitchen: Cozinha sob Pressão Web Oficial                                                                   | SBT                         | 1ª Edición, 2014-2015: Arthur Sauer 2ª Edición, 2015: Filipe Santos 3ª Edición, 2015-2016: Rodrigo Schweitzer 4ª Edición, 2016: Cris Mota | Carlos Bertolazzi (1ª-3ª) Danielle Dahoui (4ª)    |
| Bulgaria       | Hell's Kitchen България Web Oficial                                                                               | Nova Television             | 1ª Edición, 2018: Dani Spartak 2ª Edición, 2019: Veselina Chileva 3ª Edición, 2020: Recep Badev 4ª Edición, 2022: Valentina Vulkova 5ª Edición, 2023: Stanislav Ivanov 6ª Edición, 2024: Luchezar Chotkin 7ª Edición, 2025: Martin Metodiev 8ª Edición, 2026: | Victor Angelov (1ª-)                              |
| Dinamarca      | Helvedes Køkken Web Oficial Archivado el 22 de marzo de 2010 en Wayback Machine.                                  | TV2                         | 1ª Edición, 2010: Stine Kvist | Wassim Hallal (1ª)                                |
| Dinamarca      | Hell’s Kitchen Danmark Web Oficial                                                                                | TV3                         | 1ª Edición, 2020: En Emisión | Jakob Mielcke (1ª)                                |
| España         | Esta Cocina es un Infierno Web Oficial Archivado el 15 de abril de 2011 en Wayback Machine. (Formato con Famosos) | Telecinco                   | 1ª Edición, 2006: Bárbara Rey | Carolina Ferre (1ª)                               |
| Estados Unidos | Hell's Kitchen Web Oficial                                                                                        | Fox                         | 1ª Edición, 2005: Michael Wray 2ª Edición, 2006: Heather West 3ª Edición, 2007: Rock Harper 4ª Edición, 2008: Christina Machamer 5ª Edición, 2009: Danny Veltri 6ª Edición, 2009: Dave Levey 7ª Edición, 2010: Holli Ugalde 8ª Edición, 2010: Nona Sivley 9ª Edición, 2011: Paul Niedermann 10ª Edición, 2012: Christina Wilson 11ª Edición, 2013: Ja'Nel Witt 12ª Edición, 2014: Scott Commings 13ª Edición, 2014: La Tasha McCutchen 14ª Edición, 2015: Meghan Gill 15ª Edición, 2016: Ariel Malone 16ª Edición, 2016-2017: Kimberly-Ann Ryan 17ª Edición, 2017-2018: Michelle Tribble 18ª Edición, 2018-2019: Ariel Contreras-Fox 19ª Edición, 2021: Kori Sutton 20ª Edición, 2021: Trenton Garvey | Gordon Ramsay (1ª-20ª)                            |
| Finlandia      | Hell's Kitchen Suomi Web Oficial                                                                                  | MTV3                        | 1ª Edición, 2013: Erik Mansikka | Sauli Kemppainen (1ª-4ª)                          |
| Francia        | Hell's Kitchen | NT1                         | 1ª Edición, 2016: | Arnaud Tabarec (1ª)                               |
| Grecia         | Hell's Kitchen Web Oficial                                                                                        | ANT1                        | 1ª Edición, 2018: Rafael Tsakiris | Ectoras Bottrini (1ª)                             |
| Indonesia      | Hell's Kitchen Indonesia Web Oficial Archivado el 10 de noviembre de 2020 en Wayback Machine.                     | SCTV                        | 1ª Edición, 2015: Satrya Wibawa Nugraha | Juna Rorimpandey (1ª)                             |
| Italia         | Hell's Kitchen Italia Web Oficial Archivado el 18 de abril de 2014 en Wayback Machine.                            | Sky Uno                     | 1ª Edición, 2014: Matteo Grandi 2ª Edición, 2015: Mirko Ronzoni 3ª Edición, 2016: Carlotta Delicato 4ª Edición, 2017: Mohamed Lamnaour 5ª Edición, 2018: Nicola Pepe | Carlo Cracco (1ª-5ª)                              |
| Polonia        | Hell’s Kitchen. Piekielna Kuchnia Web Oficial                                                                     | Polsat                      | 1ª Edición, 2014: Łukasz Kawaller 2ª Edición, 2014: Monika Dąbrowska 3ª Edición, 2015: Katarzyna Domańska 4ª Edición, 2015: Damian Marchlewicz 5ª Edición, 2016: Wojciech Bartczak 6ª Edición, 2016: Michał Suchanowski | Wojciech Modest Amaro (1ª-5ª) Michał Bryś (6ª)    |
| Reino Unido    | Hell's Kitchen Web Oficial (No Activa) (Famosos: 1ª, 3ª-4ª) (Anónimos: 2ª)                                        | ITV                         | 1ª Edición, 2009: Jennifer Ellison 2ª Edición, 2009: Terry Miller 3ª Edición, 2009: Barry McGuigan 4ª Edición, 2009: Linda Evans | Angus Deayton (1ª-3ª) Claudia Winkleman (4ª)      |
| Rumanía        | Hell's Kitchen: Iadul Bucatarilor Web Oficial                                                                     | Antena 1                    | 1ª Edición, 2014: Octavian Oprea, "Tavi" | Virgil Mănescu (1ª)                               |
| Rusia          | Адская Кухня Web Oficial                                                                                          | REN TV (1ª-2ª) Friday! (3ª) | 1ª Edición, 2012: Semyon Kolesnikov 2ª Edición, 2013: Almaz Iskakov 3ª Edición, 2017: Irina Medvedeva 4ª Edición, 2018: Vladislav Kerez 5ª Edición, 2019: Anton Dmitriev 6ª Edición, 2020: En Emisión | Aram Mnatsakanov (1ª-2ª) Konstantin Ivlev (3ª-6ª) |
| Turquía        | Hell's Kitchen Türkiye                                                                                            | Kanal D                     | 1ª Edición, 2018: | Hazer Amani (1ª)                                  |
| Ucrania        | Адская Кухня Web Oficial                                                                                          | 1+1                         | 1ª Edición, 2011: Yuri Kondratyuk 2ª Edición, 2012: Daria Grositskaya 3ª Edición, 2013: Evgeniya Rafalovskaya | Aram Mnatsakanov (1ª-3ª)                          |

- Nota: Las webs no activas podrás visualizarlas a través de la web de Wayback Machine.

     País que actualmente está emitiendo The Farm.
     País que planea emitir una nueva edición de The Farm.
     País que está negociando con la productora emitir una nueva edición de The Farm, aunque no sea oficial aún de que se llegue a emitir.
     País que no planea emitir una nueva edición de The Farm.